# François Garnon
François Nicolas Achille Garnon est un homme politique français né le 18 juillet 1797 à Sceaux (Hauts-de-Seine) et décédé le 7 avril 1869 à Sceaux.

## Biographie
Notaire, maire de Sceaux, il est député de la Seine de 1834 à 1851, siégeant au centre-gauche sous la Monarchie de Juillet, puis à droite sous la Deuxième République.

## Sources
- « François Garnon », dans Adolphe Robert et Gaston Cougny, Dictionnaire des parlementaires français, Edgar Bourloton, 1889-1891 [détail de l’édition]